# Enti bilaterali
Gli enti bilaterali nell'ordinamento giuridico italiano sono degli organismi aventi lo scopo di svolgere alcune determinate funzioni in materia di diritto del lavoro.
Son stati introdotti dal d.lgs. 10 settembre 2003, n. 276 e sono costituiti da membri scelti per metà dalle organizzazioni dei datori di lavoro e per l'altra metà dalle organizzazioni sindacali.
Si occupano di supportare i lavoratori e le aziende ridistribuendo parte dei contributi versati  come ad esempio:bonus libri, bonus asili nido. Alcuni enti bilaterali come Formasicuro erogano 500,00 euro di bonus una tantum in caso di nascita di un figlio

## Descrizione e funzioni
Per quanto riguarda la loro forma giuridica, la legge non lo specifica e la giurisprudenza ha sopperito a questa mancanza assimilandoli alle associazioni non riconosciute; vengono quasi sempre costituite come se fossero tali, con il relativo statuto. La Corte costituzionale li ha definiti "organismi privati istituiti dalla contrattazione collettiva" (sentenza della Corte costituzionale n. 176/2010).
La definizione di ente bilaterale è fornita dall'art. 2 comma 1 lett. h) del decreto legislativo 10 settembre 2003, n. 276, dove sono definiti come "organismi costituiti a iniziativa di una o più associazioni dei datori e dei prestatori di lavoro comparativamente più rappresentative, quali sedi privilegiate per la regolazione del mercato del lavoro".I mezzi attraverso i quali gli enti bilaterali perseguono tale regolazione sono:
- la promozione di una occupazione regolare e di qualità;
- l'intermediazione nell'incontro tra domanda e offerta di lavoro;
- la programmazione di attività formative e la determinazione di modalità di attuazione della formazione professionale in azienda;
- la promozione di buone pratiche contro la discriminazione e per la inclusione dei soggetti più svantaggiati;
- la gestione mutualistica di fondi per la formazione e l'integrazione del reddito;
- la certificazione dei contratti di lavoro e di regolarità o congruità contributiva;
- lo sviluppo di azioni inerenti alla salute e alla sicurezza sul lavoro;
- ogni altra attività o funzione assegnata loro dalla legge o dai contratti collettivi di riferimento.[4]

Inoltre, a norma dell'art. 6, comma 1 lett. e) del d. lgs. 276/2003, sono autorizzati a svolgere le "attività di intermediazione" come definite nello stesso decreto legislativo gli enti bilaterali [...] "che hanno per oggetto la tutela del lavoro, l'assistenza e la promozione delle attività imprenditoriali,  la progettazione e l'erogazione di percorsi formativi e di alternanza, la tutela della disabilità".
L'attività di intermediazione di cui sopra è definito all'art. 2 comma 1 lett. b) del d. lgs. 276/2003 come "l'attività di mediazione tra domanda e offerta di lavoro, anche in relazione all'inserimento lavorativo dei disabili e dei gruppi di lavoratori svantaggiati, comprensiva tra l'altro:
- della raccolta dei curricula dei potenziali lavoratori;
- della preselezione e costituzione di relativa banca dati;
- della promozione e gestione dell'incontro tra domanda e offerta di lavoro;
- della effettuazione,  su richiesta del committente,  di tutte le comunicazioni conseguenti alle assunzioni avvenute a seguito della attività di intermediazione;
- dell'orientamento professionale;
- della progettazione ed erogazione di attività formative finalizzate all'inserimento lavorativo".[6]

Secondo alcune fonti vi sarebbe un obbligo per i datori di lavoro di aderire agli enti bilaterali previsti dai CCNL del lavoratore; in caso di mancata adesione, il datore di lavoro dovrebbe fornire gli stessi servizi che l'ente bilaterale avrebbe offerto.
Ai sensi dell'art. 76, comma 1 lett. a) del predetto decreto legislativo, le commissioni di certficazione degli enti bilaterali di riferimento "sono organi abilitati alla certificazione dei contratti di lavoro".

## Altre competenze
Altre leggi e decreti attribuiscono ulteriori funzioni agli enti bilaterali, spesso definendoli genericamente "organismi paritetici". È questo il caso del testo unico sulla sicurezza nei luoghi di lavoro che, agli artt. 31, 32, 37 attribuisce specifici compiti a tali enti, specie in materia di formazione sulla sicurezza.

## Riferimenti normativi
- Art. 2 comma 1 lett. h) del Decreto legislativo 10 settembre 2003, n. 276 - Attuazione delle deleghe in materia di occupazione e mercato del lavoro, di cui alla legge 14 febbraio 2003, n. 30.
- Circolare del Ministero del lavoro e delle politiche sociali n. 43 del 15 dicembre 2010
- Sentenza della Cassazione n° 6530/2001